# Kingspan Group
Kingspan Group plc er en irsk producent af byggematerialer. Koncernen er tilstede i 70 lande med 159 fabrikker og 15.000 ansatte. De er opdelt i fem divisioner: Isolerede paneler, isolering, lys & luft, vand & energi og data & gulv.
Kingspan blev etableret i 1966 af Eugene Murtagh. I 1989 blev virksomheden børsnoteret på Irish Stock Exchange.